# Marco Pfingst
Marcos Pfingst (Asunción,  23 de marzo de 1993) es un futbolista paraguayo, que juega como volante central. Actualmente juega libre.

## Clubes
| Club                | País     | Año  |
| ------------------- | -------- | ---- |
| Olimpia             | Paraguay | 2013 |
| General Díaz        | Paraguay | 2014 |
| Olimpia             | Paraguay | 2015 |
| General Díaz        | Paraguay | 2015 |
| Fernando De La Mora | Paraguay | 2017 |

- Datos: Q18719876